# Nathin Butler
Nathin Art Butler (* 1985) ist ein australischer Schauspieler und Filmschaffender.

## Leben
Butler wurde auf einer Rinderfarm im australischen Outback in Queensland geboren, wo er auch aufwuchs. Sein Vater arbeitete auf der Farm, seine Mutter ist Country-Sängerin. Von 2002 bis 2005 studierte er Schauspiel am National Institute of Dramatic Art in Sydney. Er schloss sein Studium mit dem Bachelor of Arts ab. Ende 2008 verließ er Australien und zog in die USA. Er lebt mit seiner Frau und den gemeinsamen zwei Kindern in Woodland Hills, einem Stadtteil von Los Angeles.
Sein Debüt als Fernsehschauspieler gab er 2007 in sechs Episoden der Miniserie Rain Shadow in der Rolle des  Shane Maguire. Es folgten kleinere Rollen in den Filmen The Black Balloon und Australia. 2009 spielte er in der US-amerikanischen Miniserie The Cut die Rolle des Toddy Barton und war im selben Jahr in einer Nebenrolle als Sanitäter im Blockbuster X-Men Origins: Wolverine zu sehen. 2010 stellte er in der Miniserie The Pacific die Rolle des Soldaten Private Young dar. 2011 spielte er im Film Black Gold die Rolle des Jack Rowland. Seine größte Serienrolle verkörperte er von 2011 bis 2012 in 218 Episoden in der Fernsehserie General Hospital als Dr. Ewen Keenan. Danach spielte er bis 2016 die wiederkehrende Rolle des Luke MacKenzie in 55 Episoden der Fernsehserie Winners & Losers. 2016 spielte er im Mockbuster Battlefield: Drone Wars die größere Rolle des Rhys. Es folgten Episodenrollen und wiederkehrende Serienrollen in Casual, Marvel’s Agents of S.H.I.E.L.D., Hawaii Five-0, Westworld und Navy CIS: L.A.

## Filmografie (Auswahl)

### Schauspiel
- 2007: Rain Shadow (Miniserie, 6 Episoden)
- 2008: The Black Balloon
- 2008: Australia
- 2009: The Cut (Miniserie, 6 Episoden)
- 2009: X-Men Origins: Wolverine
- 2009: Will to Forget (Kurzfilm)
- 2010: The Pacific (Miniserie, 5 Episoden)
- 2011: Black Gold
- 2011: The Forgotten Men (Kurzfilm)
- 2011–2012: General Hospital (Fernsehserie, 218 Episoden)
- 2012: Black November
- 2012–2016: Winners & Losers (Fernsehserie, 55 Episoden)
- 2016: Battlefield: Drone Wars (Drone Wars)
- 2016: Casual (Fernsehserie, Episode 2x09)
- 2017: Marvel’s Agents of S.H.I.E.L.D. (Fernsehserie, Episode 5x01)
- 2018: Along the Bed’s Edge Sitting (Kurzfilm)
- 2018: Casual (Fernsehserie, 2 Episoden)
- 2019: Hawaii Five-0 (Fernsehserie, 2 Episoden)
- 2019: Nothing Gold Can Stay (Kurzfilm)
- 2020: Westworld (Fernsehserie, Episode 3x08)
- 2020: The American King
- 2021: The Job: A Dark Comedy (Kurzfilm)
- 2022: Navy CIS: L.A. (NCIS: Los Angeles, Fernsehserie, Episode 13x08)
- 2022: The American King-As told by an African Priestess

### Filmschaffender
- 2018: Along the Bed’s Edge Sitting (Kurzfilm; Produktion)
- 2019: Nothing Gold Can Stay (Kurzfilm; Drehbuch und Regie)
- 2021: The Job: A Dark Comedy (Kurzfilm; Produktion)